# Tentakel

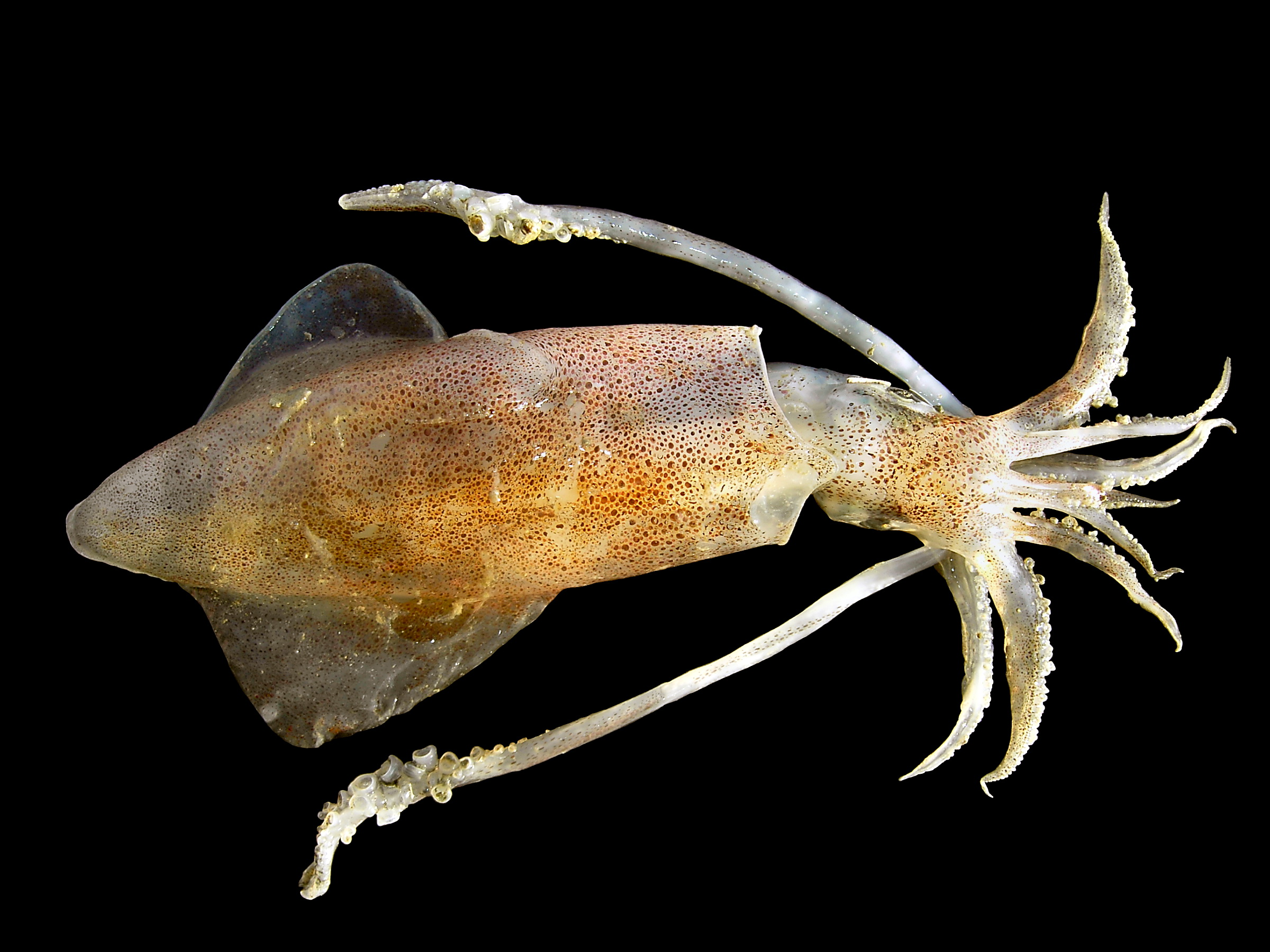
Gewone pijlinktvis (Loligo vulgaris)

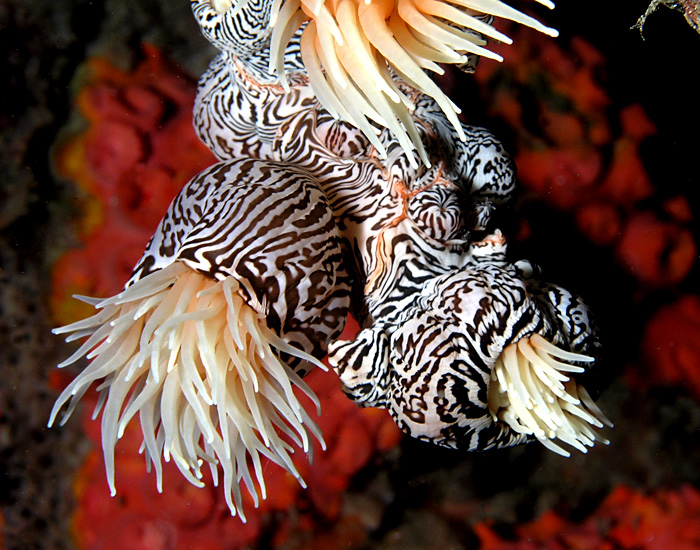
Tentakels van zeeanemonen

Een tentakel is het verlengde flexibele orgaan dat vele ongewervelde dieren hebben. Over het algemeen worden de tentakels gebruikt voor het vangen van prooien. Ook vleesetende planten hebben tentakels.

## Zeedieren
De stam weekdieren omvat vele soorten met tentakels. Octopussen hebben geen tentakels maar armen. Tentakels zijn langer dan armen en zij hebben gewoonlijk slechts zuignappen bij hun uiteinden. Pijlinktvissen hebben acht armen net zoals octopussen, maar daarnaast hebben zij twee tentakels. De twee tentakels zijn in feite een goede manier om pijlinktvissen van octopussen te onderscheiden.
Neteldieren (Cnidaria), waartoe onder andere de kwallen behoren, is een andere groep waarvan veel soorten tentakels bezitten. Cnidaria hebben vaak reusachtige aantallen netelcellen (cnidocyten) op hun tentakels. Cnidocyten zijn cellen die een opgerolde structuur bevatten, die op een potentiële prooi kunnen worden afgevuurd.
Vele soorten ribkwallen hebben twee tentakels, terwijl die bij sommige soorten ontbreken. Hun tentakels hebben zelfklevende structuren of lassocellen. Deze cellen barsten open wanneer de prooi in contact met de tentakel komt.
Bryozoa (Mosdiertjes) en Phoronida (Hoefijzerwormen) zijn kleine organismen met een ring van tentakels rondom de mondopening. Deze tentakelkrans wordt de lofofoor genoemd.

## Amfibieën
Sommige wormachtige amfibieën hebben tentakels. Caecilia hebben twee tentakels bij hun hoofd, die waarschijnlijk voor de reuk dienen.